# ميكلوس فيكيت
ميكلوس فيكيت (بالمجرية: Fekete Miklós)‏ (10 فبراير 1892 ببودابست في المجر - 2 يوليو 1913) هو لاعب كرة قدم مجري في مركز الهجوم، شارك في الألعاب الأولمبية الصيفية 1912. وشارك مع منتخب المجر لكرة القدم. أما مع النوادي، فقد لعب مع Terézvárosi TC ‏.

## وصلات خارجية
- ميكلوش فيكيته على موقع قاعدة بيانات كرة القدم.إي يو (الإنجليزية)
- ميكلوش فيكيته على موقع عالم كرة القدم.نت (الإنجليزية)
- ميكلوش فيكيته على موقع أوليمبيديا (الإنجليزية)